# Thomas Smyth
Thomas Smyth (conosciuto anche come Sir Thomas Smith oppure Smythe) (Westenhanger Castle, 1558 – Sutton-at-Hone, 4 settembre 1642) è stato un mercante e politico inglese.

## Biografia

### L'ascesa politica
Figlio di un mercante, crebbe nella bottega del padre e nel 1580 fu ammesso alla Worshipful Company of Haberdashers (Venerabile compagnia dei merciai) e alla Worshipful Company of Skinners (commercianti di pelli). Fra il 1597 e il 1598 fu revisore contabile per la città di Londra e fra il 1597 e il 1601 fu tesoriere per il St Bartholomew's Hospital. Sempre nel 1597, fu brevemente eletto in Parlamento come rappresentante del distretto di Aylesbury. Nel 1599 fu eletto membro del consiglio della contea di Farringdon Without fu scelto come uno dei due sceriffi di Londra per il 1600. L'anno seguente, alla creazione della Compagnia britannica delle Indie orientali, ottenne la carica di suo primo governatore, che detenne però per soli 4 mesi.
Nel 1603 fu nominato cavaliere e, pochi mesi dopo, il 13 maggio 1603, dopo l'ascesa di Giacomo I d'Inghilterra, Smythe fu nominato cavaliere. Nello stesso anno fu rieletto in Parlamento per Dunwich al posto di Sir Valentine Knightley, che andò a rappresentare il Northamptonshire. Il matrimonio di uno dei suoi figli lo introdusse nell'aristocrazia e Smythe divenne parte della "fazione di corte" insieme a Robert Rich, I conte di Warwick.
Nel giugno 1604, Smythe fu nominato ambasciatore speciale dello zar russo Boris Fëdorovič Godunov. Come il nonno, Sir Andrew Judde, Lord Mayor di Londra (1550) e uno dei fondatori della Muscovy Company, Smythe si impegnò nel commercio moscovita. Partendo da Gravesend il 13 giugno 1603, il suo gruppo arrivò ad Arcangelo il 22 luglio, raggiungendo Jaroslavl', dove si trovava lo zar. Durante quell'inverno, Smythe ottenne nuovi privilegi per l'azienda. In primavera si recò a Mosca per incontrare i soci. Tornò ad Arcangelo e salpò per l'Inghilterra il 28 maggio 1604. 
Nel 1614, Smythe fu eletto membro del Parlamento per Sandwich e Saltash nel 1622.

### La compagnia delle Indie orientali

La bandiera d'origine della Compagnia con nell'angolo la croce di San Giorgio

Dopo la breve nomina a Governatore della Compagnia britannica delle Indie orientali del 1601, nel 1603, fu rieletto alla guida della Compagnia delle Indie Orientali, carica che detenne fino al luglio 1621, seppur con una breve pausa nel 1606-07. Questo suo ruolo nella Compagnia delle Indie e nella Russia Company lo portarono a promuovere e finanziare viaggi per la scoperta del passaggio a Nord-Ovest e il suo nome venne dato al canale di Smith dall'esploratore William Baffin. Nel 1609 ottenne l'atto costitutivo della Virginia Company, di cui fu tesoriere fino alle dimissioni del 1620, quando fu accusato di arricchirsi a spese della compagnia. L'indagine continuò fino alla morte di Smythe nel 1625, nonostante il rifiuto del re di accettare le accuse contro Smythe. I funzionari del re continuarono a consultare Smythe su tutte le questioni importanti relative al trasporto marittimo e al commercio orientale.

### La London Virginia Company
Nel 1609, Smyth ottenne una carta reale per il controllo della London Virginia Company. Divenne tesoriere della nuova colonia e defacto governatore non residente fino alle sue dimissioni nel 1620. Per affrontare i molti problemi della nuova colonia, Smyth ordinò sia la fine della conversione religiosa dei nativi americani che l'espansione del raccolto di tabacco. Re Giacomo revocò la carta della colonia nel 1624, rendendola una colonia reale.
Smythe aveva accumulato una grande fortuna, di cui una parte considerevole fu destinata a scopi caritatevoli.
Smythe morì a Sutton-at-Hone nel Kent il 4 settembre 1625, e fu sepolto nella chiesa locale dove fu anche installato elaborato monumento alla sua memoria.

### Vita privata
Anche se il suo nome era "Smyth", lui stesso ha sempre preferito riportarlo "Smythe", così come fece anche la sua famiglia. Smythe si è sposato tre volte. Le prime due mogli devono essere morte giovani e non gli diedero discendenza. Era sposato con la sua terza moglie, Sarah, figlia di William Blount, quando ebbero una figlia che morì nel 1627; e tre figli, due dei quali sembrano essere morti prima del padre. Il figlio maggiore, Sir John Smythe di Bidborough, sposò Isabella Rich, figlia di Robert Rich, I conte di Warwick e Penelope Devereux. I quali a loro volta ebbero alcuni figli tra cui Letitia Isabella Smythe, che sposò John Robartes, I conte di Radnor.
La famiglia, nella linea maschile, terminò con il suo pronipote, Sir Sidney Stafford Smythe (1705-1778)